# داركو بيدوف
داركو بيدوف (بالصربية: Дарко Бједов)‏ هو لاعب كرة قدم صربي في مركز الهجوم، ولد في 28 مارس 1989 في بلغراد في صربيا. لعب مع نادي زيتا غلوبوفاك ونادي غينت.

## وصلات خارجية
- داركو بيدوف على موقع قاعدة بيانات كرة القدم.إي يو (الإنجليزية)
- داركو بيدوف على موقع بيانات كرة القدم. دي إي (الألمانية)
- داركو بيدوف على موقع Soccerbase.com (لاعب) (الإنجليزية)
- داركو بيدوف على موقع Soccerway.com (الإنجليزية)
- داركو بيدوف على موقع عالم كرة القدم.نت (الإنجليزية)